# Dasychira ruptilinea
Dasychira ruptilinea är en fjärilsart som beskrevs av Holland 1893. Dasychira ruptilinea ingår i släktet Dasychira och familjen tofsspinnare. Inga underarter finns listade i Catalogue of Life.